# 丁家花园
丁家花园是杭州城内仅存的一座私家花园，位于浙江省杭州市上城区奎垣巷兴安里33号，闹中取静。临西湖大道一侧围墙已拆除，成为一处开放型花园。
此处在清初为浙江巡抚王望的府邸，家产被抄没后，西半部改为宁绍、嘉松两盐运分司署，东半部花园成为山东盐运使丁阶的住所，人称“丁家花园”。骑都尉固鲁铿买下花园后，改名为固园。民国时期，浙江省财政厅厅长陈其采拆除旧建筑，1935年新建东西两幢中西合璧风格的两层青砖别墅，中间以凌空走廊相通，
2009年，丁家花园公布为杭州市文物保护单位。2017年1月13日，丁家花园列为浙江省文物保护单位。